# إريكا رودلف
إريكا رودلف (بالمجرية: Rudolf Erika)‏ هي منافسة ألعاب القوى مجرية، ولدت في 21 يوليو 1954، وتوفيت في فبراير 2009.

## وصلات خارجية
- إريكا رودلف على موقع الاتحاد الدولي لألعاب القوى (الإنجليزية)
- إريكا رودلف على موقع أوليمبيديا (الإنجليزية)
- إريكا رودلف على موقع اللجنة الأولمبية المجرية (الهنغارية)